# Porajärvi (Suojärvi)
Porajärvi (carélien : Porarvi, russe : Поросо́зеро) est une commune rurale du Raïon de Suojärvi dans la république de Carélie en Russie.

## Description
Porajärvi est situé en bordure de la Souna à 80 kilomètres au Nord de Suojärvi,.
L'agglomération compte 2 900 habitants et la commune 3 100 habitants en 2012.